# リビア爆撃 (1986年)
リビア爆撃（リビアばくげき）は、1986年4月15日にアメリカ空軍及び海軍によって行われたリビアに対する空襲を指す。リビア最高指導者のムアンマル・アル＝カッザーフィーの暗殺を目的とした攻撃であった。
作戦自体は成功したものの、カッザーフィーの暗殺に失敗した上、アメリカは国際的非難を浴びることとなった。また、リビア政府はこの報復として1988年12月にパンアメリカン航空103便爆破事件を起こしている。

## 背景
アメリカ合衆国はリビアがアブ・ニダルなどのテログループを支援しており、またシドラ湾における200海里の領海主張は国際法に反しているとして非難を行っていた。
1985年10月には地中海でイタリア客船のハイジャック事件（アキレ・ラウロ号事件）が、同年12月にはウィーンとローマの空港で爆破事件（ローマ空港・ウィーン空港同時テロ事件）が起こり、翌1月にアメリカはリビアが事件の背後にあるとして、リビアに対する経済制裁を行った。3月にはアメリカの空母戦闘群（現・空母打撃群）がシドラ湾に入り、3月24日にはリビアのミサイル艇とレーダー基地を爆撃している。
その後4月5日、西ベルリンのディスコで爆破事件が起こり、アメリカ人に死者が出るに至った。これらの事件にリビアが関与していると判断したアメリカは報復としてリビア最高指導者のムアンマル・アル＝カッザーフィーの暗殺を決意し、トリポリなどに対する爆撃を行うこととした。

## 攻撃

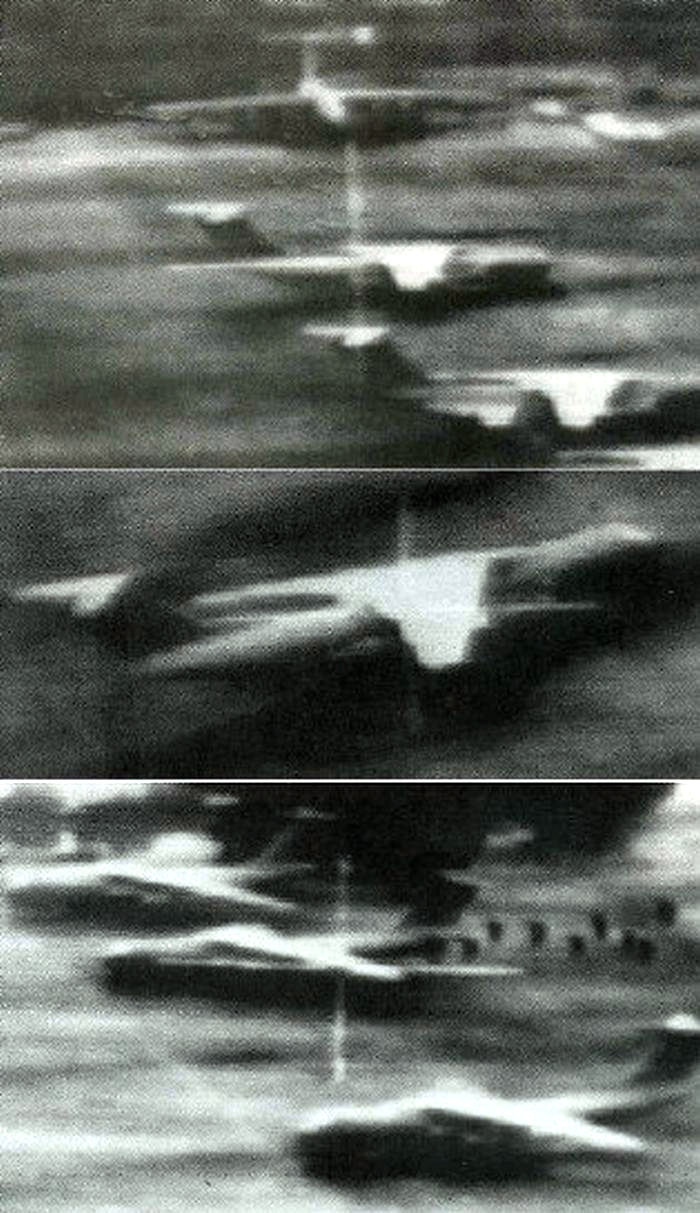
米軍機のカメラで捉えられた爆撃を受けるリビアの軍事施設と軍用機。

アメリカと同盟各国による秘密裏の外交交渉が続いた後、ロナルド・レーガン大統領は4月14日に攻撃命令を発した。
攻撃作戦名はエルドラド・キャニオン作戦(Operation El Dorado Canyon)と命名されている。攻撃に参加したのは英国のレイクンヒース空軍基地に配備されていたF-111（48TFW,第48戦術戦闘航空団）、EF-111（20TFW,第20戦術戦闘航空団）と地中海に展開していた第6艦隊の3隻の航空母艦（アメリカ、コーラル・シー、サラトガ）搭載の艦載機隊（A-6、A-7、F/A-18、EA-6B）である。
英国から投入された部隊はフランスとスペインから領空の通過を拒否されたために、空中給油を行いつつ大西洋・ジブラルタル海峡を経由する迂回路を取った。この迂回路のために、飛行経路は2,000km以上伸ばされている。爆撃目標は、トリポリのカッザーフィーの居所や空軍基地、ベンガジの防空網などである。
攻撃は15分間に渡って行われ、レーザー誘導爆弾を含む300発の爆弾が投下され、48発のミサイルが発射された。

## 被害
リビア軍の死者数の詳細は不明であるが、民間人15名とカッザーフィーの1歳3ヶ月の養女ハナが死亡したとリビアは発表し大規模な追悼が行われた。2011年のリビア内戦によりカダフィ政権が崩壊すると、養女のハナが生存し医師となっていることが明らかになった。
また、アメリカ軍もF-111がシドラ湾上空で1機撃墜され、乗員2名が行方不明となった。なお、うち1名は後に遺体がアメリカに返還されている。

## リビアの報復行動
リビアは報復として、イタリアにあるアメリカ沿岸警備隊の基地に対するスカッドミサイル攻撃を行ったが、これは海に着弾し、被害はなかった。また、1988年のスコットランド上空におけるパンナム機爆破事件もこの爆撃の報復とされている。

## 結果
アメリカの行動は英国などを除き、他国に対する大規模な軍事行動として各国の非難を受けた。ただし各国間の外交関係の根本的な変化は発生せず、アメリカとソ連との外交関係にも大きな影響は無かった。